# Junta Departamental de Montevideo
La Junta Departamental de Montevideo es el órgano que ejerce el poder legislativo del Departamento de Montevideo, según lo establece el artículo N° 273 de la Constitución de la República Oriental del Uruguay. También sirve como contralor del Gobierno Municipal.

## Composición

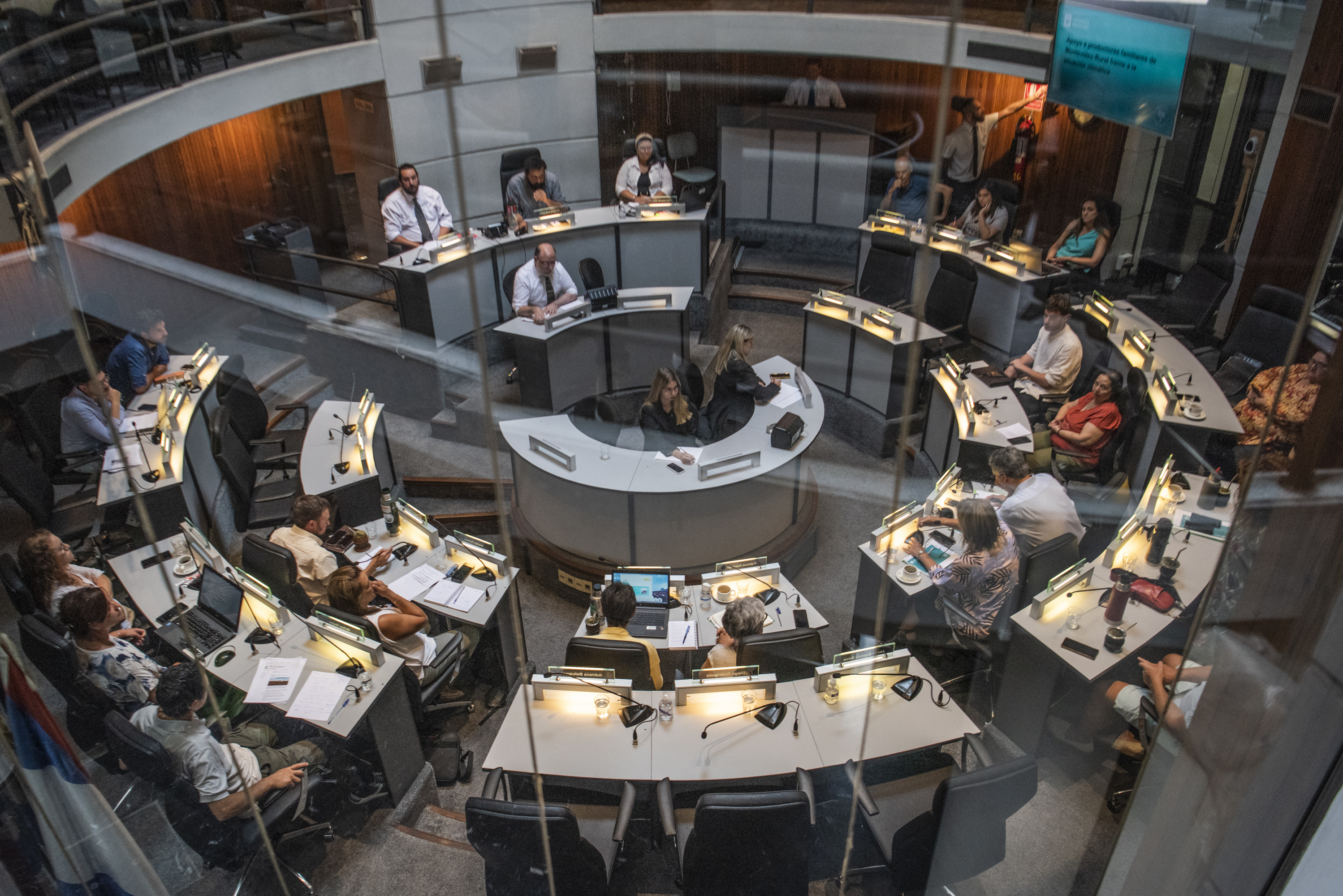

Está compuesta por treinta y un miembros que, de acuerdo a la ley, se denominan «ediles». Al igual que el Intendente, que ejerce la función ejecutiva en el ámbito departamental, son elegidos directamente por la ciudadanía montevideana el segundo domingo del mes de mayo del año siguiente a las elecciones nacionales. El cargo de edil es de carácter honorario y dura cinco años. Para ser edil es necesario ser ciudadano uruguayo (natural o legal), ser mayor de dieciocho años y ser nativo del departamento o tener al menos tres años de radicación en el mismo.

## Historia
El antecedente de las Juntas Departamentales son las Juntas Económico-Administrativas existentes desde  1830, cuando el gobierno departamental era ejercido por el Jefe Político y de Policía de Montevideo. Las juntas Económicas Administrativas estaban integradas por vecinos y no tenían aún funciones legislativas. El 18 de diciembre de 1908 se promulgó la aprobación de la Ley Orgánica de las Juntas Administrativas, que le otorgó funciones y cometidos.
Con la creación de una nueva carta magna, en 1918 las intendencias departamentales y las juntas fueron suprimidas y reemplazadas por un ejecutivo colegiado, denominado Junta Departamental de Administración y por una Asamblea Representativa que desempeñaría el rol legislativo departamental: los miembros de esta recibieron la denominación de diputados departamentales. Estos a su vez, cumplirían sus funciones de carácter honorario. 
Tras el golpe de Estado de Gabriel Terra en 1933 y posteriormente  la implantación de la Constitución de 1934, disolvió al ejecutivo colegiado, mientras que al legislativo le devolvió su antigua denominación, la de Junta Departamental, solo que sus miembros fueron llamados ediles, para no confundirlos con los integrantes de la cámara baja del legislativo nacional. La Constitución de 1952 nuevamente modificó la forma de gobierno departamental, creando la figura de los Consejos Departamentales, que constituían ejecutivos colegiados, de siete miembros en Montevideo y cinco en el interior, y que gobernarían en conjunto con las juntas departamentales.
Una última constitución, la de 1967, modificaría nuevamente  -y definitivamente- la forma de gobierno, instalando nuevamente las intendencias y continuando con las Juntas Departamentales. 

## Comisiones
Las Comisiones Asesoras son las encargadas de informar al Cuerpo, dentro de sus respectivas competencias, sobre aquellos temas que importan a los montevideanos. Se distinguen entre Permanentes, Especiales e Investigadoras; están integradas en forma proporcional por Ediles de los partidos políticos con representación dentro de este Legislativo.
- Comisión de Área Metropolitana
- Comisión de Asentamientos
- Comisión de Asuntos Internos
- Comisión de Cultura
- Comisión de Ciencia y Tecnología
- Comisión de Derechos Humanos y Desarrollo Social
- Comisión de Desarrollo Económico, Relaciones, Cooperación e Integración Regional
- Comisión de Desconcentración, Descentralización y Participación Vecinal
- Comisión de Equidad y Género
- Comisión de Hacienda y Cuentas
- Comisión de Legislación y Apelaciones
- Comisión de Medio Ambiente y Salud
- Comisión de Movilidad Urbana
- Comisión de Nomenclatura
- Comisión de Planeamiento Urbano, Vivienda, Obras y Servicios
- Comisión de Presupuesto
- Comisión de Turismo y Deporte

## Palacio Gómez

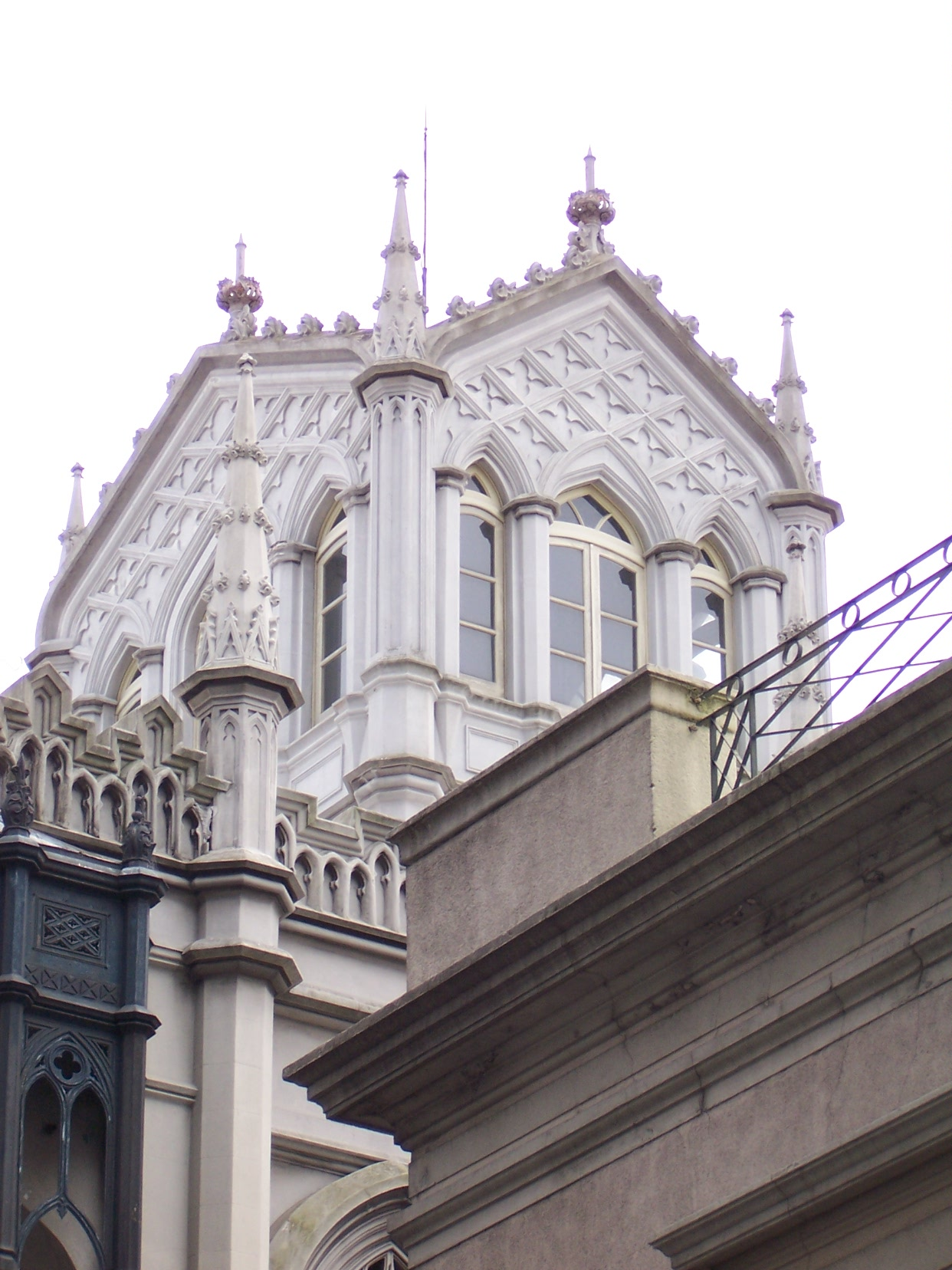
Mirador del edificio.

La sede de Junta Departamental de Montevideo se encuentra ubicada en la Ciudad Vieja  de Montevideo, sobre las calles 25 de Mayo y Juan Carlos Gómez. 
En principio fue propiedad del empresario Francisco Gómez, quien encomendó su construcción al arquitecto Ignacio Pedralbes, es un palacio de estilo eclecticismo historicista, construido entre los años 1871 y 1874. Desde 1889 es sede de la Junta Económica Administrativa de Montevideo y sus instituciones predecesoras, hasta la creación de la Junta Departamental de Montevideo, en septiembre de 1967. 